# 任泽区
任泽区，原为任县，位于中国河北省南部，是邢台市下辖的一个市辖区，面积431平方公里。县政府驻任城镇。2020年6月，撤销任县，设立邢台市任泽区，以原任县的行政区域为任泽区的行政区域。区名中的「泽」指的是已经消失了的湖泊大陆泽，历史上大陆泽的范围曾包括今日的任泽区。区域总面积434,81平方千米。

## 历史
春秋时期时为晋地，晋平公封羽颉为上大夫，并将任地封给他作为食邑。西汉高祖六年（前201年）县境置任县、张县、广乡三县，迭属广平郡、平干国、广平郡、广平国。

## 人口
截至2022年末，任澤區總户數為125249户，年末全區户籍總人口394579人，其中，城鎮人口189366人，鄉村人口205213人。年末常住人口341600人，城鎮化率47.82%。

## 行政区划
任泽区下辖5个镇、3个乡：
任城镇、邢家湾镇、辛店镇、天口镇、西固城镇、永福庄乡、大屯乡和骆庄乡。